# Ми, живі
«Ми, живі» (англ. We the Living) — перший загальновідомий роман Айн Ренд. Також є першим публічним виступом Айн Ренд проти комунізму. Вперше був надрукований 1936 року.
В романі описана історія життя та кохання в пост-революційній Росії. У передмові до роману Ренд зазначила, що «Ми, живі» найбільш схоже на автобіографію, яку вона коли-небудь напише. Робоча назва роману була «Задуха» (англ. Airtight). Робота над «Ми, живі» завершилась в 1933 році, але, незважаючи на підтримку від нього відмовилось декілька видавців. У 1936 році книжку погодилось видати Macmillan Publishing. Представник видавця заявив, що невпевнений, чи на цьому вдасться заробити гроші, але вважав, що роман має бути надрукований.

## Історія видання
Основним мотивом для написання книжки було бажання донести до американського читача правду про життя в Радянському Союзі. Робота над книжкою була завершена в 1933 році. Однак, протягом майже трьох років від книжки відмовлялись видавці. Зазвичай, відмову пояснювали тим, що «автор не розуміє соціалізм». Нарешті, книжка була подана на розгляд в Macmillan. Редакційна рада розділилась в ставленні до книги. Проти видання виступив Ґренвіл Хікс (англ. Granville Hicks). Спротив ради вдалось подолати власникові компанії, котрий не був впевнений, що зможе заробити на книжці, але вважав її достатньо важливою для того, аби бути надрукованою.

### Видання
- 1936, Macmillan, тверда обкладинка
- 1937, Cassell, тверда обкладинка
- 1942, Scalera Films, фільм знятий на основі театральної постановки, Італія (італ. "Noi Vivi" та італ. "Addio Kira")
- 1959, оновлене видання, Random House, тверда обкладинка
- 1960, оновлене видання, Signet, м'яка обкладинка
- 1988, Duncan Scott Productions, США фільм на основі нової театральної постановки (англ. "We the Living")
- 1996, 60-те Ювілейне видання, New American Library ISBN 0-451-18784-9, м'яка обкладинка
- 2009, Спеціальне видання на DVD театральної постановки в США

## Адаптація
Незабаром після публікації роману Ренд почала переговори з бродвейським продюсером Джеромом Майєром про театральну екранізацію. Ренд написала сценарій, але фінансування Майєра провалилося. Через кілька років вона змогла зацікавити Джорджа Еббота постановкою п’єси. Хелен Крейг зіграла головну роль Кіри, поряд з Джоном Емері в ролі Лео та Діном Джаггером у ролі Андрія. Він відкрився під назвою «Нескорені» в театрі Білтмор 13 лютого 1940 року, але закрився лише через п’ять днів після різких рецензій.